# Bombon drvo
Bombon drvo (japanski mahagonij, lat. Hovenia), rod listopadnog drveća iz porodice pasjakovki. Postoje četiri prznate vrste iz umjerene i tropske Azije, Kina, Japan, Koreja, Indija, Nepal, Tajland, Bangladeš.

## Vrste
1. Hovenia acerba Lindl.
2. Hovenia dulcis Thunb.
3. Hovenia tomentella (Makino) Nakai
4. Hovenia trichocarpa Chun & Tsiang